# Ernest Leonard Johnson
| (1568) Aisleen  | 21. August 1946   |
| (1580) Betulia  | 22. März 1950     |
| (1585) Union    | 7. September 1947 |
| (1607) Mavis    | 3. September 1950 |
| (1609) Brenda   | 10. Juli 1951     |
| (1618) Dawn     | 5. Juli 1948      |
| (1623) Vivian   | 9. August 1948    |
| (1731) Smuts    | 9. August 1948    |
| (1760) Sandra   | 10. April 1950    |
| (1819) Laputa   | 9. August 1948    |
| (1885) Herero   | 9. August 1948    |
| (1922) Zulu     | 25. April 1949    |
| (2546) Libitina | 23. März 1950     |
| (2651) Karen    | 28. August 1949   |
| (2718) Handley  | 30. Juli 1948     |
| (2829) Bobhope  | 9. August 1948    |
| (3184) Raab     | 22. August 1949   |
| (5038) Overbeek | 31. März 1948     |

Ernest Leonard Johnson (* vor 1900; † ca. 1977) war ein südafrikanischer Astronom.
Johnson war am Union-Observatorium tätig und ging dort 1956 in den Ruhestand. Er entdeckte vier Kometen, darunter den nach ihm benannten periodischen Kometen 48P/Johnson sowie die Kometen C/1935 A1, C/1948 R1, C/1949 K1.
Johnson entdeckte ferner 18 Asteroiden.